# Liste nationaler Eishockeymeister 2011
Diese Liste enthält die Landesmeister im Herren-Eishockey der Saison 2010/11 bzw. 2011. Aufgeführt sind nationale Meister der Länder, die Vollmitglied im IIHF sind oder in der IIHF-Weltrangliste geführt werden. Ersatzweise wird der Gewinner der höchsten Profiliga aufgeführt, wenn ein nationaler Meister nicht explizit ermittelt wird (z. B. NHL-Gewinner in Nordamerika oder ALIH-Sieger in Ostasien).

## Deutschland, Österreich und Schweiz
| Wettbewerb                | Meister bzw. Titelträger | Vizemeister             |
| Deutsche Eishockey Liga   | Eisbären Berlin          | Grizzly Adams Wolfsburg |
| Erste Bank Eishockey Liga | EC Red Bull Salzburg     | EC KAC                  |
| National League A         | HC Davos                 | Kloten Flyers           |

## Europa
| Land/Meisterschaft      | Liganame                         | Meister                   | Finalgegner                |
| Belarus                 | Extraliga                        | HK Junost Minsk           | HK Njoman Hrodna           |
| Belgien                 | Eredivisie                       | White Caps Turnhout       | HYC Herentals              |
| Bosnien und Herzegowina | Bosansko Hercegovačka Hokej Liga | HK Bosna                  | HK Alfa                    |
| Bulgarien               | Българска Хокейна Лига           | HK Slawia Sofia           | HK ZSKA Sofia              |
| Dänemark                | AL-Bank Ligaen                   | Herning Blue Fox          | Frederikshavn White Hawks  |
| Estland                 | Meistriliiga                     | Tartu Kalev-Välk          | Kohtla-Järve Viru Sputnik  |
| Finnland                | SM-liiga                         | HIFK Helsinki             | Espoo Blues                |
| Frankreich              | Ligue Magnus                     | Rouen Hockey Élite 76     | Étoile Noire de Strasbourg |
| Griechenland            | Griechische Eishockeyliga        | Aris AC                   | Albatros Athen             |
| Großbritannien          | Elite Ice Hockey League          | Nottingham Panthers       | Cardiff Devils             |
| Irland                  | Irish Ice Hockey League          |                           |                            |
| Island                  | Islandsmot Meistaraflokks        | Skautafélag Akureyrar     | Skautafélag Reykjavíkur    |
| Italien                 | Serie A1                         | Asiago Hockey             | HC Pustertal               |
| Kasachstan              | Kasachische Meisterschaft        | HK Beibarys Atyrau        | Barys Astana 2             |
| Kroatien                | Kroatische Meisterschaft         | KHL Medveščak Zagreb      | KHL Mladost Zagreb         |
| Lettland                | Latvijas Hokeja Liga             | HK Liepājas Metalurgs     | HK-Ozolnieki-Monarch       |
| Litauen                 | Litauische Eishockeyliga         | Sporto Centras Elektrenai | LRK Kedainiai              |
| Luxemburg               | Alter Domus Cup                  | Lokomotiv Luxemburg       | Tornado Luxembourg         |
| Niederlande             | Eredivisie                       | HYS The Hague             | DESTIL Trappers Tilburg    |
| Norwegen                | GET-ligaen                       | Sparta Warriors           | Stavanger Oilers           |
| Polen                   | Ekstraklasa                      | KS Cracovia               | GKS Tychy                  |
| Rumänien                | 1. Liga                          | HSC Csíkszereda           | SCM Brașov                 |
| Russland                | Kontinentale Hockey-Liga         | Salawat Julajew Ufa       | Atlant Mytischtschi        |
| Schweden                | Elitserien                       | Färjestad BK              | Skellefteå AIK             |
| Serbien                 | Serbische Eishockeyliga          | HK Partizan Belgrad       | KHK Roter Stern Belgrad    |
| Slowakei                | Extraliga                        | HC Košice                 | HK Poprad                  |
| Slowenien               | Prva Liga                        | HK Jesenice               | HDD Olimpija Ljubljana     |
| Spanien                 | Superliga                        | CH Jaca                   | FC Barcelona               |
| Tschechien              | Extraliga                        | HC Oceláři Třinec         | HC Vítkovice Steel         |
| Ukraine                 | Wyschtscha Liha                  | HK Donbass Donezk         | HK Sokol Kiew              |
| Ungarn                  | Ungarische Eishockeyliga         | Alba Volán Székesfehérvár | Dunaújvárosi Acélbikák     |

## Außereuropäische Ligen
| Land/Meisterschaft | Liganame                    | Meister                            | Finalgegner           |
| Asien (JP, CN, KR) | ALIH                        | Tōhoku Free Blades & Anyang Halla2 | −                     |
| Australien         | AIHL1                       | Melbourne Ice                      | Newcastle North Stars |
| Israel             | Israelische Eishockeyliga   | HC Metulla                         | Monfort Ma’alot       |
| Kanada             | Allan Cup                   | Clarenville Caribous               | Bentley Generals      |
| Nordamerika        | National Hockey League      | Boston Bruins                      | Vancouver Canucks     |
| Neuseeland         | NZIHL1                      | Botany Swarm                       | Southern Stampede     |
| Südafrika          | Interprovincial Tournament1 | Gauteng Miners                     |                       |
| Türkei             | Superliga                   | Başkent Yıldızları Spor Kulübü     |                       |

1 Liga wurde im Kalenderjahr 2011 ausgetragen

2 Playoffs wurden aufgrund des Tōhoku-Erdbeben 2011 nicht ausgetragen.